# Roberto Pereira
Roberto Pereira Hernández (Santo Domingo; 23 de septiembre de 1952) es un exfutbolista cubano que jugó en los Juegos Olímpicos de 1976 y 1980.

## Trayectoria
Se distinguió dentro del FC Azucareros en 1970 antes de brillar con el FC Villa Clara de 1978 hasta su retiro en 1986, club donde ganó cinco campeonatos cubanos y también fue tres veces el máximo goleador del campeonato.
Además, con 108 goles marcados, fue el primer jugador que alcanzó la marca de los 100 goles en el Campeonato Cubano, del que ahora es el sexto máximo anotador de la historia detrás de Sergei Prado (126), Léster Moré (123), Ariel Betancourt (122), Sander Fernández (110) y Héctor Ramírez (109).

## Selección nacional
Está notablemente en el grupo de seleccionados durante los Juegos Olímpicos de 1976 y 1980. También jugó en las eliminatorias para los mundiales de 1978 y 1982 (9 partidos jugados en total para 2 goles anotados).

### Participaciones en Juegos Olímpicos
| Torneo                   | Sede     | Resultado        |
| ------------------------ | -------- | ---------------- |
| Juegos Olímpicos de 1976 | Montreal | Primera ronda    |
| Juegos Olímpicos de 1980 | Moscú    | Cuartos de final |

## Palmarés

### Títulos nacionales
| Título              | Equipo         | País | Año  |
| ------------------- | -------------- | ---- | ---- |
| Campeonato Nacional | FC Azucareros  | Cuba | 1974 |
| Campeonato Nacional | FC Azucareros  | Cuba | 1976 |
| Campeonato Nacional | FC Villa Clara | Cuba | 1980 |
| Campeonato Nacional | FC Villa Clara | Cuba | 1981 |
| Campeonato Nacional | FC Villa Clara | Cuba | 1982 |
| Campeonato Nacional | FC Villa Clara | Cuba | 1983 |
| Campeonato Nacional | FC Villa Clara | Cuba | 1986 |

### Distinciones individuales
| Distinción                                                  | Año  |
| ----------------------------------------------------------- | ---- |
| Máximo goleador de los Juegos Centroamericanos y del Caribe | 1978 |
| Máximo goleador del Campeonato Nacional de Cuba             | 1979 |
| Máximo goleador de los Juegos Panamericanos                 | 1979 |
| Máximo goleador del Campeonato Nacional de Cuba             | 1982 |
| Máximo goleador del Campeonato Nacional de Cuba             | 1985 |